# ЕМК-15
ЕМК-15 е български компютър.
Произвеждан е в Учебно-експерименталния завод на Висшия машинно-електротехнически институт „В. И. Ленин“ в София под ръводството на проф. Павел Мартинов през 1985 г., главно с цел изучаването на фамилията микропроцесори СМ650.